# Мађарска на Европском првенству у атлетици на отвореном 2016.
Мађарска је учествовала на 23. Европском првенству у атлетици на отвореном 2016. одржаном у Амстердаму од 6. до 10. августа. Ово је било двадест друго Европско првенство у атлетици у дворани на којем је Мађарска учествовала. Није учествовала 1950. године. Репрезентацију Мађарске представљало је 32 спортиста (14 мушкараца и 18 жена) који су се такмичили у 21 дисциплини (10 мушких и 11 женских).
На овом првенству Мађарска је заузела 23 место по броју освојених медаља са 2 сребрне. Поред освојених медаља остварени су и следећи резултати: 4 национална рекорда и 5 личних рекорда и остварен је 1 набољи европски резултата сезоне и 12 најбоља лична резултата сезоне. У табели успешности према броју и пласману такмичара који су учествовали у финалним такмичењима (првих 8 такмичара) Мађарска је са 5 учесника у финалу заузела 19. место са 26 бодова.
| Пл. | Земља    | 1. место | 2. место | 3. место | 4. место | 5. место | 6. место | 7. место | 8. место | Бр. фин. | Бодови |
| --- | -------- | -------- | -------- | -------- | -------- | -------- | -------- | -------- | -------- | -------- | ------ |
| 19. | Мађарска | -        | 2-14     | -        | 1-5      | 1-4      | 1-3      | -        | -        | 5        | 26     |

## Учесници
| Мушкарци: - Јанош Шипош — 100 м - Габор Пастор — 200 м - Тамаш Кази — 1.500 м - Бењамин Ковач — 1.500 м - Габор Јоса — Полумаратон - Балаш Баји — 110 м препоне - Валдо Сич — 110 м препоне - Тибор Корокнаи — 400 м препоне - Золтан Кеваго — Бацање диска - Јанош Хусак — Бацање диска - Роберт Сиксаи — Бацање диска - Бенце Пастор — Бацање кладива - Акош Худи — Бацање кладива - Норберт Ривас-Тот — Бацање копља | Жене: - Анастасија Нгујен — 100 м, 4 х 100 м - Бјанка Кери — 800 м - Кристина Пап — Полумаратон - Софија Ердељи — Полумаратон - Луца Козак — 100 м препоне - Лила Јухас — 100 м препоне - Грета Керекес — 100 м препоне, 4 х 100 м - Викторија Ђуркес — 3.000 м препреке - Зита Качер — 3.000 м препреке - Вивиен Фани Шчмелц — 4 х 100 м - Ева Каптур — 4 х 100 м - Барбара Сабо — Скок увис - Анита Мартон — Бацање кугле - Ева Орбан — Бацање кладива - Фружина Фертиг — Бацање кладива - Река Силађи — Бацање копља - Ксенија Крижан — Седмобој - Ђерђи Живоцки-Фаркаш — Седмобој |  |

## Освајачи медаља (2)

### Сребро (2)
- Балаш Баји — 110 м препоне
- Анита Мартон — Бацање кугле

## Резултати

### Мушкарци
| Атлетичар         | Дисциплина     | Лични рекорд | Квалификације         | Квалификације         | Полуфинале            | Полуфинале           | Финале                | Финале       | Детаљи |
| Атлетичар         | Дисциплина     | Лични рекорд | Резултат              | Место                 | Резултат              | Место                | Резултат              | Место        | Детаљи |
| ----------------- | -------------- | ------------ | --------------------- | --------------------- | --------------------- | -------------------- | --------------------- | ------------ | ------ |
| Јанош Шипош       | 100 м          | 10,40        | 10,45 кв              | 4. у гр. 4            | 10,47                 | 8. у гр. 3           | Није се квалификовао  | 22 / 34 (37) |        |
| Габор Пастор      | 200 м          | 20,60        | 21,60                 | 8. у гр. 3            | Није се квалификовао  | Није се квалификовао | Није се квалификовао  | 33 / 35      |        |
| Тамаш Кази        | 1.500 м        | 3:38,95      | 3:44,64               | 10. у гр. 1           |                       |                      | Нису се квалификовали | 26 / 34      |        |
| Бењамин Ковач     | 1.500 м        | 3:39,49      | 3:45,16               | 9. у гр. 2            | 27 / 34               |                      | Нису се квалификовали |              |        |
| Габор Јоса        | полумаратон    | 1:06:35      |                       |                       |                       |                      | 1:08:57               | 69 / 84 (92) |        |
| Балаж Баји        | 110 м препоне  | 13,29 НР     | Директно у полуфинале | Директно у полуфинале | 13,29 КВ, =НР         | 2. у гр. 2           | 13,28 НР,             |              |        |
| Валдо Сич         | 110 м препоне  | 13,71        | 13,76 КВ              | 3. у гр. 3            | 13,76                 | 6. у гр. 1           | Није се квалификовао  | 19 / 32      |        |
| Тибор Корокнаи    | 400 м препоне  | 50,25        | 51,32                 | 4. у гр. 3            | Није се квалификовао  | Није се квалификовао | Није се квалификовао  | 29 / 39 (40) |        |
| Золтан Кеваго     | Бацање диска   | 69,95        | 65,21 КВ              | 3. у гр. А            |                       |                      | 64,66                 | 6 / 26 (30)  |        |
| Јанош Хусак       | Бацање диска   | 64,89        | 60,58                 | 12. у гр. А           | Нису се квалификовали | 23 / 27 (30)         |                       |              |        |
| Роберт Сиксаи     | Бацање диска   | 63,20        | 58,01                 | 13. у гр. Б           | Нису се квалификовали | 23 / 26 (30)         |                       |              |        |
| Бенце Пастор      | Бацање кладива | 75,74        | 71,20                 | 8. у гр. А            | Нису се квалификовали | 17 / 28              |                       |              |        |
| Акош Худи         | Бацање кладива | 76,93        | 70,37                 | 10. у гр. Б           | Нису се квалификовали | 21 / 28              |                       |              |        |
| Норберт Ривас-Тот | Бацање копља   | 76,45        | 74,56                 | 8. у гр. Б            | Нису се квалификовали | 27 / 30 (32)         |                       |              |        |

### Жене
| Атлетичарка         | Дисциплина       | Лични рекорд | Квалификације | Квалификације | Полуфинале            | Полуфинале            | Финале                | Финале       | Детаљи |
| Атлетичарка         | Дисциплина       | Лични рекорд | Резултат      | Место         | Резултат              | Место                 | Резултат              | Место        | Детаљи |
| ------------------- | ---------------- | ------------ | ------------- | ------------- | --------------------- | --------------------- | --------------------- | ------------ | ------ |
| Анастасија Нгујен   | 100 м            | 11,43        | 11,66 ЛРС     | 5. у гр. 3    | Није се квалификовала | Није се квалификовала | Није се квалификовала | 26 / 31      |        |
| Бјанка Кери         | 800 м            | 2:03,01      | 2:04,90 КВ    | 5. у гр. 3    | 2:03,47               | 7. у гр. 3            | Није се квалификовала | 23 / 32      |        |
| Кристина Пап        | Полумаратон      | 1:09:50      |               |               |                       |                       | 1:13:23               | 24 / 81 (90) |        |
| Софија Ердељи       | Полумаратон      | 1:14:01      | 1:21:32       | 79 / 81 (90)  |                       |                       |                       |              |        |
| Луца Козак          | 100 м препоне    | 13,20        | 13,30         | 3. у гр. 2    | Нису се квалификовале | Нису се квалификовале | Нису се квалификовале | 27 / 36 (38) |        |
| Лила Јухас          | 100 м препоне    | 13,20        | 13,51         | 3. у гр. 2    | Нису се квалификовале | Нису се квалификовале | Нису се квалификовале | 35 / 36 (38) |        |
| Грета Керекес       | 100 м препоне    | 13,15        | 13,54         | 2. у гр. 4    | Нису се квалификовале | Нису се квалификовале | Нису се квалификовале | 36 / 36 (38) |        |
| Викторија Ђуркес    | 3.000 м препреке | 9:49,70      | 9:59,08       | 11. у гр. 2   |                       |                       | Нису се квалификовале | 22 / 26 (28) |        |
| Зита Качер          | 3.000 м препреке | 9:48,06      | 10:19,74      | 14. у гр. 2   | 26 / 26 (28)          |                       | Нису се квалификовале |              |        |
| Вивиен Фани Шчмелц² | 4 х 100 м        | 44,34 НР     | 44,34 =НР     | 6. у гр. 2    | 13 / 15 (16)          |                       | Нису се квалификовале |              |        |
| Ева Каптур          | 4 х 100 м        | 44,34 НР     | 44,34 =НР     | 6. у гр. 2    | 13 / 15 (16)          |                       | Нису се квалификовале |              |        |
| Грета Керекеш²      | 4 х 100 м        | 44,34 НР     | 44,34 =НР     | 6. у гр. 2    | 13 / 15 (16)          |                       | Нису се квалификовале |              |        |
| Анастасија Нгујен²  | 4 х 100 м        | 44,34 НР     | 44,34 =НР     | 6. у гр. 2    | 13 / 15 (16)          |                       | Нису се квалификовале |              |        |
| Барбара Сабо        | Скок увис        | 1,91         | 1,89 кв, ЛРС  | 4. у гр. А    | 1,89 =ЛРС             | 11 / 26               |                       |              |        |
| Анита Мартон        | Бацање кугле     | 19,48 НР     | 17,54         | 1. у гр. А    | 18,72                 |                       |                       |              |        |
| Фружина Фертиг      | Бацање кладива   | 67,32        | Без пласмана  | Без пласмана  | Није се квалификовала | Није се квалификовала |                       |              |        |
| Ева Орбан           | Бацање кладива   | 73,44 НР     | 65,86         | 8. у гр. А    | Нису се квалификовале | 18 / 28 (30)          |                       |              |        |
| Река Силађи         | Бацање копља     | 59,39        | 55,19         | 9. у гр. Б    | Нису се квалификовале | 21 / 31 (34)          |                       |              |        |

#### Седмобој
| Дисциплина    | Ксенија Крижан | Ксенија Крижан | Ксенија Крижан | Ксенија Крижан | Ксенија Крижан | Ксенија Крижан |
| Дисциплина    | Лич. рек.      | Резултат       | Бод.           | Плас.          | Укупно         | Плас.          |
| ------------- | -------------- | -------------- | -------------- | -------------- | -------------- | -------------- |
| 100 м препоне | 13,51          | 13,53          | 1.046          | 4.             | 1.046          | 4.             |
| Скок увис     | 1,81           | 1,74           | 903            | 8.             | 1.949          | 6.             |
| Бацање кугле  | 14,32          | 13,93 ЛРС      | 789            | 10.            | 2.738          | 9.             |
| 200 м         | 24,72          | 25,05 ЛРС      | 882            | 11.            | 3.620          | 6.             |
| Скок удаљ     | 6,18           | 6,13           | 890            | 6.             | 4.510          | 6.             |
| Бацање копља  | 50,52          | 47,38          | 809            | 8.             | 5.319          | 5.             |
| 800 м         | 2:13,05        | 2:11,18 ЛР     | 947            | 1.             | 6.266          | 4.             |
| Седмобој      | 6.322          |                |                |                | 6.266 ЛРС      | 4 / 15 (21)    |

| Дисциплина    | Ђерђи Живоцки-Фаркаш | Ђерђи Живоцки-Фаркаш | Ђерђи Живоцки-Фаркаш | Ђерђи Живоцки-Фаркаш | Ђерђи Живоцки-Фаркаш | Ђерђи Живоцки-Фаркаш |
| Дисциплина    | Лич. рек.            | Резултат             | Бод.                 | Плас.                | Укупно               | Плас.                |
| ------------- | -------------------- | -------------------- | -------------------- | -------------------- | -------------------- | -------------------- |
| 100 м препоне | 13,85                | 13,89 ЛРС            | 994                  | 12.                  | 994                  | 12.                  |
| Скок увис     | 1,86                 | 1,80                 | 978                  | 2.                   | 1.972                | 4.                   |
| Бацање кугле  | 14,62                | 14,02 ЛРС            | 795                  | 9.                   | 2.767                | 5.                   |
| 200 м         | 25,21                | 25,73                | 821                  | 15.                  | 3.588                | 10.                  |
| Скок удаљ     | 6,32                 | 6,06 ЛРС             | 868                  | 8.                   | 4.456                | 8.                   |
| Бацање копља  | 50,73                | 46,03                | 783                  | 11.                  | 5.239                | 7.                   |
| 800 м         | 2:11,88              | 2:14,14              | 905                  | 6.                   | 6.144                | 5.                   |
| Седмобој      | 6.389                |                      |                      |                      | 6.144 ЛРС            | 5 / 15 (21)          |